# Мамонтов Валерій Григорович
Валерій Григорович Мамонтов (нар. 10 серпня 1940, село Водне, тепер Таласького району Таласької області, Киргизстан) — киргизький радянський діяч, 1-й секретар Чуйського обкому КП Киргизстану, ректор Киргизького сільськогосподарського інституту. Народний депутат Верховної ради Киргизької РСР 12-го скликання. Кандидат технічних наук.

## Життєпис
Трудову діяльність розпочав у 1957 році токарем Ленінпольської машинно-тракторної станції Таласького району Киргизької РСР.
У 1964 році закінчив Киргизький сільськогосподарський інститут імені Скрябіна.
У 1964—1970 роках — контрольний механік, завідувач відділу Киргизької дослідної станції із бавовництва села Сарилар Кара-Суйського району Киргизької РСР.
У 1970—1973 роках — аспірант Всесоюзного інституту механізації сільського господарства в Москві.
У 1973—1980 роках — старший науковий співробітник, завідувач відділу, головний інженер, заступник директора Киргизької дослідної станції із бавовництва.
Член КПРС з 1975 року.
У 1980—1982 роках — заступник завідувача, в 1982—1985 роках — завідувач відділу Ошського обласного комітету КП Киргизії.
У 1985—1987 роках — 1-й секретар Тюпського районного комітету КП Киргизії Іссик-Кульської області.
У 1987—1989 роках — ректор Киргизького сільськогосподарського інституту.
У 1988 році закінчив Академію суспільних наук при ЦК КПРС.
У 1989—1990 роках — завідувач аграрного відділу ЦК КП Киргизії, в 1990—1991 роках — завідувач відділу аграрної політики ЦК КП Киргизії.
24 лютого — серпень 1991 року — 1-й секретар Чуйського обласного комітету КП Киргизстану.
Подальша доля невідома.